# Перед потопом
«Перед потопом» (фр. Avant le déluge) — французько-італійська драматичний фільм 1954 року, поставлений режисером Андре Каяттом. Фільм брав участь в конкурсній програмі 7-го Каннського міжнародного кінофестивалю 1953 року та отримав Міжнародний приз .

## Сюжет
1950 рік, Франція. П'ятеро молодих друзів, чотири юнаки та дівчина, піддаються панічному настрою батьків, які побоюються початку ядерної війни через війну в Кореї. Молоді люди вирішують разом вирушити на якийсь райський острів. Щоб роздобути гроші на подорож, вони крадуть колекцію марок у сумнівного афериста. По дорозі вони вбивають сторожа, а пізніше — одного зі своїх, хлопчика-єврея, уявивши, ніби він видав їх дорослим.

## У ролях
| • Бальпетре     | … | мосьє Альбер Дютуа      |
| • Поль Бісциліа | … | Жан-Жак Нобле           |
| • Бернар Бліє   | … | мосьє Марсель Нобле     |
| • Жак Кастело   | … | Серж де Монтессон       |
| • Жак Шабассоль | … | Жан Арно                |
| • Клеман Тьєррі | … | Філіпп Буссар           |
| • Роже Коджіо   | … | Данієль Епстейн         |
| • Леонс Корн    | … | комісар Овван           |
| • Жак Файє      | … | Рішар Дютуа             |
| • Поль Франкер  | … | Шарль Буссар            |
| • Іза Міранда   | … | мадам Франсуаза Буссар  |
| • Карло Нінкі   | … | головуючий у трибуналі  |
| • Лін Норо      | … | мадам Арно              |
| • Марсель Перес | … | інспектор Мелагрі       |
| • Альбер Ремі   | … | офіціант в кафе         |
| • Делія Скала   | … | Жозетт                  |
| • Андре Вальмі  | … | інший інспектор поліції |
| • Жульєн Вердьє | … | нічний сторож           |
| • Марина Владі  | … | Ліліан Нобле            |
| • Марія Дзанолі | … | мадам Дюбуа             |

## Знімальна група
- Автори сценарію — Андре Каятт, Шарль Спаак
- Режисер-постановник — Андре Каятт
- Оператор — Жан Бургуен
- Композитор — Жорж Ван Парі
- Монтаж — Поль Каятт
- Художники-постановники — Жак Коломб'є, Робер Гісган
- Звукорежисери — Жак Каррер, Жак Лебретон

## Нагороди та номінації
| Список нагород та номінацій             | Список нагород та номінацій | Список нагород та номінацій | Список нагород та номінацій | Список нагород та номінацій | Список нагород та номінацій |
| Кінопремія                              | Рік                         | Категорія                   | Номінант(и)                 | Результат                   | Дж                          |
| --------------------------------------- | --------------------------- | --------------------------- | --------------------------- | --------------------------- | --------------------------- |
| 7-й Каннський міжнародний кінофестиваль | 1953                        | Золота пальмова гілка       | Перед потопом               | Номінація                   |                             |
| 7-й Каннський міжнародний кінофестиваль | 1953                        | Міжнародний приз            | Перед потопом               | Перемога                    |                             |
| 7-й Каннський міжнародний кінофестиваль | 1953                        | Спеціальна згадка журі      | Перед потопом               | Перемога                    |                             |